# Talsint (kommun)
Talsint (franska: Talsint (CR), Talsint (Commune Rurale), arabiska: بو مريم) är en kommun i Marocko.   Den ligger i provinsen Figuig och regionen Oriental, i den nordöstra delen av landet, 300 km öster om huvudstaden Rabat. Antalet invånare är 7 541.